# CIM-10 Chapitre 04 : Maladies endocriniennes, nutritionnelles et métaboliques
Cet article développe le Chapitre 04 : Maladies endocriniennes, nutritionnelles et métaboliques de la classification internationale des maladies (CIM-10) publié par l'Organisation mondiale de la santé (OMS).

## Liste des classes

### (E00-E07) Affections de la glande thyroïde
- (E00) Syndrome d'insuffisance thyroïdienne congénitale
  - (E00.0) Syndrome d'insuffisance thyroïdienne congénitale de type neurologique
  - (E00.1) Syndrome d'insuffisance thyroïdienne congénitale de type myxœdémateux
  - (E00.2) Syndrome d'insuffisance thyroïdienne congénitale de type mixte
  - (E00.9) Syndrome d'insuffisance thyroïdienne congénitale, sans précision

- (E01) Affections thyroïdiennes et apparentées liées à une carence en iode
  - (E01.0) Goitre diffus (endémique) lié à une carence en iode
  - (E01.1) Goitre multinodulaire (endémique) lié à une carence en iode
  - (E01.2) Goitre (endémique) lié à une carence en iode, sans précision
  - (E01.8) Autres affections thyroïdiennes et apparentées liées à une carence en iode

- (E02) Hypothyroïdie par carence inapparente en iode

- (E03) Autres hypothyroïdies 
  - (E03.0) Hypothyroïdie congénitale, avec goitre diffus
  - (E03.1) Hypothyroïdie congénitale, sans goitre
  - (E03.2) Hypothyroïdie due à des médicaments et à d'autres produits exogènes
  - (E03.3) Hypothyroïdie post-infectieuse
  - (E03.4) Atrophie de la thyroïde (acquise)
  - (E03.5) Coma myxœdémateux
  - (E03.8) Autres hypothyroïdies précisées
  - (E03.9) Hypothyroïdie, sans précision

- (E04) Autres goitres non toxiques 
  - (E04.0) Goitre diffus non toxique
  - (E04.1) Nodule thyroïdien simple non toxique
  - (E04.2) Goitre multinodulaire non toxique
  - (E04.8) Autres goitres non toxiques précisés
  - (E04.9) Goitre non toxique, sans précision

- (E05)  Thyréotoxicose [hyperthyroïdie]
  - (E05.0) Thyréotoxicose avec goitre diffus
  - (E05.1) Thyréotoxicose avec nodule thyroïdien simple
  - (E05.2) Thyréotoxicose avec goitre multinodulaire toxique
  - (E05.3) Thyréotoxicose due à des nodules thyroïdiens ectopiques
  - (E05.4) Thyréotoxicose factice
  - (E05.5) Crise aiguë thyréotoxique
  - (E05.8) Autres thyréotoxicoses
  - (E05.9) Thyréotoxicose, sans précision

- (E06) Thyroïdite
  - (E06.0) Thyroïdite aiguë
  - (E06.1) Thyroïdite subaiguë
  - (E06.2) Thyroïdite chronique avec thyréotoxicose transitoire (Syndrome de Pickwick)
  - (E06.3) Thyroïdite auto-immune
  - (E06.4) Thyroïdite médicamenteuse
  - (E06.5) Autres thyroïdites chroniques
  - (E06.9) Thyroïdite, sans précision

- (E07) Autres affections de la thyroïde
  - (E07.0) Hypersécrétion de calcitonine
  - (E07.1) Goitre dû à un trouble de l'hormonosynthèse
  - (E07.8) Autres affections précisées de la thyroïde
  - (E07.9) Affection de la thyroïde, sans précision

### (E10-E14) Diabète sucré
- (E10.-) Diabète sucré insulino-dépendant
- (E11.-) Diabète sucré non insulino-dépendant
- (E12.-) Diabète sucré de malnutrition
- (E13.-) Autres diabètes sucrés précisés
- (E14.-) Diabète sucré, sans précision

Utiliser les codes ci-dessus conjointement avec les derniers digits suivants :
- (.0) Avec coma
- (.1) Avec acidocétose
- (.2) Avec complications rénales
- (.3) Avec complications oculaires
- (.4) Avec complications neurologiques
- (.5) Avec complications vasculaires périphériques
- (.6) Avec autres complications précisées
- (.7) Avec complications multiples
- (.8) Avec complications non précisées
- (.9) Sans complication

### (E15-E16) Autres anomalies de la régulation du glucose et de la sécrétion pancréatique interne
- (E15) Coma hypoglycémique non diabétique
- (E16) Autres anomalies de la sécrétion pancréatique interne
  - (E16.0) Hypoglycémie médicamenteuse, sans coma
  - (E16.1) Autres hypoglycémies
  - (E16.2) Hypoglycémie, sans précision
  - (E16.3) Hypersécrétion de glucagon
  - (E16.8) Autres anomalies précisées de la sécrétion pancréatique interne
  - (E16.9) Anomalie de la régulation de la sécrétion pancréatique interne, sans précision

### (E20-E35) Maladie des autres glandes endocrine
- (E20) Hypoparathyroïdie
  - (E20.0) Hypoparathyroïdie idiopathique
  - (E20.1) Pseudohypoparathyroïdie
  - (E20.8) Autres hypoparathyroïdies
  - (E20.9) Hypoparathyroïdie, sans précision

- (E21) Hyperparathyroïdie et autres maladies de la glande parathyroïde
  - (E21.0) Hyperparathyroïdie primaire
  - (E21.1) Hyperparathyroïdie secondaire, non classée ailleurs
  - (E21.2) Autres hyperparathyroïdies
  - (E21.3) Hyperparathyroïdie, sans précision
  - (E21.4) Autres maladies précisées de la glande parathyroïde
  - (E21.5) Maladie de la glande parathyroïde, sans précision

- (E22) Hypersécrétion de l'hypophyse
  - (E22.0) Acromégalie et gigantisme
  - (E22.1) Hyperprolactinémie
  - (E22.2) Syndrome de sécrétion anormale de l'hormone antidiurétique
  - (E22.8) Autres hypersécrétions de l'hypophyse
  - (E22.9) Hypersécrétion de l'hypophyse, sans précision

- (E23) Hyposécrétion et autres anomalies de l'hypophyse
  - (E23.0) Hypopituitarisme
  - (E23.1) Hypopituitarisme médicamenteux
  - (E23.2) Diabète insipide
  - (E23.3) Anomalie hypothalamique, non classée ailleurs
  - (E23.6) Autres anomalies de l'hypophyse
  - (E23.7) Anomalie de l'hypophyse, sans précision

- (E24) Syndrome de Cushing
  - (E24.0) Maladie de Cushing hypophyso-dépendante
  - (E24.1) Syndrome de Nelson
  - (E24.2) Syndrome de Cushing médicamenteux
  - (E24.3) Syndrome de sécrétion ectopique d'ACTH
  - (E24.4) Pseudosyndrome de Cushing dû à l'alcool
  - (E24.8) Autres syndromes de Cushing
  - (E24.9) Syndrome de Cushing, sans précision

- (E25) Anomalies génito-surrénaliennes
  - (E25.0) Anomalies génito-surrénaliennes congénitales liées à un déficit enzymatique
  - (E25.8) Autres anomalies génito-surrénaliennes
  - (E25.9) Anomalie génito-surrénalienne, sans précision

- (E26) Hyperaldostéronisme
  - (E26.0) Hyperaldostéronisme primaire
  - (E26.1) Hyperaldostéronisme secondaire
  - (E26.8) Autres hyperaldostéronismes
  - (E26.9) Hyperaldostéronisme, sans précision

- (E27) Autres maladies de la glande surrénale
  - (E27.0) Autres hyperfonctionnements corticosurrénaux
  - (E27.1) Insuffisance corticosurrénale primaire
  - (E27.2) Crise addisonienne
  - (E27.3) Insuffisance corticosurrénale médicamenteuse
  - (E27.4) Insuffisances corticosurrénales, autres et sans précision
  - (E27.5) Hyperfonctionnement de la médullosurrénale
  - (E27.8) Autres maladies précisées de la glande surrénale
  - (E27.9) Maladie de la glande surrénale, sans précision

- (E28) Dysfonction ovarienne
  - (E28.0) Hyperœstrogénie
  - (E28.1) Hyperandrogénie
  - (E28.2) Syndrome ovarien polykystique
  - (E28.3) Insuffisance ovarienne primaire
  - (E28.8) Autres dysfonctions ovariennes
  - (E28.9) Dysfonction ovarienne, sans précision

- (E29) Dysfonction testiculaire
  - (E29.0) Hyperfonction testiculaire
  - (E29.1) Hypofonction testiculaire
  - (E29.8) Autres dysfonctions testiculaires
  - (E29.9) Dysfonction testiculaire, sans précision

- (E30) Anomalies de la puberté, non classées ailleurs
  - (E30.0) Puberté retardée
  - (E30.1) Puberté précoce
  - (E30.8) Autres anomalies de la puberté
  - (E30.9) Anomalie de la puberté, sans précision

- (E31) Dysfonctionnement pluriglandulaire
  - (E31.0) Insuffisance pluriglandulaire auto-immune
  - (E31.1) Hyperfonctionnement pluriglandulaire
  - (E31.8) Autres dysfonctionnements pluriglandulaires
  - (E31.9) Dysfonctionnement pluriglandulaire, sans précision

- (E32) Maladies du thymus
  - (E32.0) Hyperplasie persistante du thymus
  - (E32.1) Abcès du thymus
  - (E32.8) Autres maladies du thymus
  - (E32.9) Maladie du thymus, sans précision

- (E34) Autres troubles endocriniens
  - (E34.0) Syndrome carcinoïde
  - (E34.1) Autres hypersécrétions d'hormones intestinales
  - (E34.2) Sécrétion hormonale ectopique, non classée ailleurs
  - (E34.3) Insuffisance staturale, non classée ailleurs
  - (E34.4) Haute stature constitutionnelle
  - (E34.5) Syndrome de résistance aux androgènes
  - (E34.8) Autres troubles endocriniens précisés
  - (E34.9) Anomalie endocrinienne, sans précision

- (E35*) Anomalies endocriniennes au cours de maladies classées ailleurs
  - (E35.0*) Anomalies de la glande thyroïde au cours de maladies classées ailleurs
  - (E35.1*) Anomalies de la glande surrénale au cours de maladies classées ailleurs
  - (E35.8*) Anomalies d'autres glandes endocrines au cours de maladies classées ailleurs

### (E40-E46) Malnutrition
- (E40) Kwashiorkor
- (E41) Marasme nutritionnel
- (E42) Kwashiorkor avec marasme
- (E43) Malnutrition protéino-énergétique grave, sans précision
- (E44) Malnutrition protéino-énergétique légère ou modérée
  - (E44.0) Malnutrition protéino-énergétique modérée
  - (E44.1) Malnutrition protéino-énergétique légère

- (E45) Retard de développement après malnutrition protéino-énergétique
- (E46) Malnutrition protéino-énergétique, sans précision

### (E50-E64) Autres carences nutritionnelles
- (E50) Avitaminose A
  - (E50.0) Avitaminose A avec xérosis conjonctival
  - (E50.1) Avitaminose A avec taches de Bitot et xérosis conjonctival
  - (E50.2) Avitaminose A avec xérosis cornéen
  - (E50.3) Avitaminose A avec xérosis et ulcération de la cornée
  - (E50.4) Avitaminose A avec kératomalacie
  - (E50.5) Avitaminose A avec héméralopie
  - (E50.6) Avitaminose A avec cicatrices xérophtalmiques de la cornée
  - (E50.7) Autres manifestations oculaires de l'avitaminose A
  - (E50.8) Autres manifestations de l'avitaminose A
  - (E50.9) Avitaminose A, sans précision

- (E51) Carence en thiamine
  - (E51.1) Béribéri
  - (E51.2) Encéphalopathie de Wernicke
  - (E51.8) Autres manifestations de la carence en thiamine
  - (E51.9) Carence en thiamine, sans précision

- (E52) Carence en acide nicotinique [pellagre]

- (E53) Autres avitaminoses du groupe B
  - (E53.0) Carence en riboflavine
  - (E53.1) Carence en pyridoxine
  - (E53.8) Autres avitaminoses précisées du groupe B
  - (E53.9) Avitaminose du groupe B, sans précision

- (E54) Carence en acide ascorbique

- (E55) Carence en vitamine D
  - (E55.0) Rachitisme évolutif
  - (E55.9) Carence en vitamine D, sans précision

- (E56) Autres avitaminoses
  - (E56.0) Carence en vitamine E
  - (E56.1) Carence en vitamine K
  - (E56.8) Carence en autres vitamines
  - (E56.9) Avitaminose, sans précision

- (E58) Carence alimentaire en calcium
- (E59) Carence alimentaire en sélénium
- (E60) Carence alimentaire en zinc

- (E61) Carences en autres éléments nutritionnels
  - (E61.0) Carence en cuivre
  - (E61.1) Carence en fer
  - (E61.2) Carence en magnésium
  - (E61.3) Carence en manganèse
  - (E61.4) Carence en chrome
  - (E61.5) Carence en molybdène
  - (E61.6) Carence en vanadium
  - (E61.7) Carence en plusieurs éléments nutritionnels
  - (E61.8) Carence en autres éléments nutritionnels précisés
  - (E61.9) Carence en élément nutritionnel, sans précision

- (E63) Autres carences nutritionnelles
  - (E63.0) Carence en acides gras essentiels
  - (E63.1) Déséquilibre alimentaire
  - (E63.8) Autres carences nutritionnelles précisées
  - (E63.9) Carence nutritionnelle, sans précision

- (E64) Séquelles de malnutrition et autres carences nutritionnelles
  - (E64.0) Séquelles de malnutrition protéino-énergétique
  - (E64.1) Séquelles d'avitaminose A
  - (E64.2) Séquelles d'avitaminose C
  - (E64.3) Séquelles de rachitisme
  - (E64.8) Séquelles d'autres carences nutritionnelles
  - (E64.9) Séquelles d'une carence nutritionnelle non précisée

### (E65-E68) Obésité et autres excès d'apport
- (E65) Adiposité localisée
- (E66) Obésité
  - (E66.0) Obésité due à un excès calorique
  - (E66.1) Obésité médicamenteuse
  - (E66.2) Obésité extrême avec hypoventilation alvéolaire
  - (E66.8) Autres obésités
  - (E66.9) Obésité, sans précision
- (E67) Autres excès d'apport 
  - (E67.0) Hypervitaminose A
  - (E67.1) Hypercaroténémie
  - (E67.2) Syndrome d'hypervitaminose B 6
  - (E67.3) Hypervitaminose D
  - (E67.8) Autres excès précisés d'apport
- (E68) Séquelles d'excès d'apport

### (E70-E90) Anomalies du métabolisme
- (E70) Troubles du métabolisme des acides aminés aromatiques
  - (E70.0) Phénylcétonurie classique
  - (E70.1) Autres hyperphénylalaninémies
  - (E70.2) Troubles du métabolisme de la tyrosine
    - Alcaptonurie
    - Hypertyrosinémie
    - Ochronose
    - Tyrosinose

  - (E70.3) Albinisme : oculaire et oculo-cutané
  - (E70.8) Autres troubles du métabolisme des acides aminés aromatiques
  - (E70.9) Troubles du métabolisme des acides aminés aromatiques, non précisés

- (E71) Troubles du métabolisme des acides aminés ramifiés et du métabolisme des acides gras
  - (E71.0) Maladie des urines à odeur de sirop d'érable : leucinose
  - (E71.1) Autres troubles du métabolisme des acides aminés ramifiés
    - Acidémie propionique
    - Acidémie méthylmalonique
    - Acidémie isovalérique

  - (E71.2) Troubles du métabolisme des acides aminés ramifiés, non précisés
  - (E71.3) Troubles du métabolisme des acides gras
    - Carence en carnitine palmityltransférase musculaire
    - Adrénoleucodystrophie

- (E72) Autres troubles du métabolisme des acides aminés
  - (E72.0) Troubles du transport des acides aminés
    - Cystinurie
    - Cystinose
    - Maladie de Hartnup
    - Syndrome de Lowe

  - (E72.1) Troubles du métabolisme des acides aminés soufrés
    - Homocystinurie
    - Cystathioninurie

  - (E72.2) Troubles du cycle de l'urée
    - Acidurie arginino-succinique
    - Argininémie
    - Citrullinémie
    - Hyperammoniémie

  - (E72.3) Troubles du métabolisme de la lysine et de l'hydroxylysine
    - Acidurie glutarique
    - Hyperlysinémie

  - (E72.4) Troubles du métabolisme de l'ornithine
  - (E72.5) Troubles du métabolisme de la glycine
    - Hyperglycinémie sans cétose
    - Hyperprolinémie
    - Sarcosinémie

  - (E72.8) Autres anomalies précisées du métabolisme des acides aminés
  - (E72.9) Anomalie du métabolisme des acides aminés, sans précision

- (E73) Intolérance au lactose
  - (E73.0) Déficit congénital en lactase
  - (E73.1) Déficit secondaire en lactase
  - (E73.8) Autres intolérances au lactose
  - (E73.9) Intolérance au lactose, sans précision

- (E74) Autres anomalies du métabolisme des hydrates de carbone
  - (E74.0) Thésaurismose glycogénique (glycogène)
    - Glycogénose type 1
    - Glycogénose type 2
    - Glycogénose type 3
    - Glycogénose type 4
    - Glycogénose type 5
    - Glycogénose type 6
    - Glycogénose type 7
    - Glycogénose type 8

  - (E74.1) Anomalies du métabolisme du fructose
    - Intolérance héréditaire au fructose

  - (E74.2) Anomalies du métabolisme du galactose
    - Galactosémie

  - (E74.3) Autres anomalies de l'absorption intestinale des hydrates de carbone
  - (E74.4) Anomalies du métabolisme du pyruvate et de la gluconéogenèse
  - (E74.8) Autres anomalies précisées du métabolisme des hydrates de carbone
  - (E74.9) Anomalie du métabolisme des hydrates de carbone, sans précision

- (E75) Troubles du métabolisme des sphingolipides
  - (E75.0) Gangliosidose GM 2
    - Maladie de Sandhoff
    - Maladie de Tay-Sachs

  - (E75.1) Autres gangliosidoses (GM 1, GM 3)
  - (E75.2) Autres sphingolipidoses
    - Maladie de Fabry-(Anderson-)
    - Maladie de Farber
    - Maladie de Gaucher
    - Maladie de Krabbe
    - Leucodystrophie métachromatique
    - Maladie de Niemann-Pick

  - (E75.3) Sphingolipidose, sans précision
  - (E75.4) Lipofuscinose à céroïdes neuronaux
  - (E75.5) Autres anomalies du stockage des lipides
  - (E75.6) Anomalie du stockage des lipides, sans précision

- (E76) Troubles du métabolisme des glucosaminoglycanes
  - (E76.0) Mucopolysaccharidoses, type I
    - Syndrome de Hurler

  - (E76.1) Mucopolysaccharidoses, type II
    - Maladie de Hunter

  - (E76.2) autres mucopolysaccharidoses
    - Maladie de Sanfilippo
    - Maladie de Morquio

  - (E76.3) Mucopolysaccharidose, sans précision
  - (E76.8) Autres anomalies du métabolisme des glucosaminoglycanes
  - (E76.9) Anomalie du métabolisme des glucosaminoglycanes, sans précision

- (E77) Troubles du métabolisme des glycoprotéines
  - (E77.0) Défauts de la transformation post-traductionnelle des enzymes lysosomiales
    - Mucolipidose II et III

  - (E77.1) Défauts de la dégradation des glycoprotéines
  - (E77.8) Autres anomalies du métabolisme des glycoprotéines
  - (E77.9) Anomalie du métabolisme des glycoprotéines, sans précision

- (E78) Troubles du métabolisme des lipoprotéines et autres dyslipidémies
  - (E78.0) Hypercholestérolémie pure
    - Hypercholestérolémie familiale
    - Hyperlipoprotéinémie à lipoprotéine de basse densité

  - (E78.1) Hypertriglycéridémie pure
  - (E78.2) Hyperlipidémie mixte
    - Xanthome

  - (E78.3) Hyperchylomicronémie
  - (E78.4) Autre hyperlipidémie
    - Hyperlipidémie mixte familiale

  - (E78.5) Hyperlipidémie, non spécifiée
  - (E78.6) Déficience en lipoprotéines
  - (E78.8) Autres anomalies du métabolisme des lipoprotéines
  - (E78.9) Anomalie du métabolisme des lipoprotéines, sans précision

- (E79) Troubles du métabolisme des purines et des pyrimidines
  - (E79.0) Hyperuricémie sans signes d'arthrite inflammatoire et goutte
  - (E79.1) syndrome Lesch-Nyhan
  - (E79.8) Autres troubles du métabolisme des purines et des pyrimidines
    - xanthinurie héréditaire

  - (E79.9) Anomalie du métabolisme de la purine et de la pyrimidine, sans précision

- (E80) Troubles du métabolisme des porphyrines et de la bilirubine
  - (E80.0) Porphyrie érythropoïétique héréditaire
  - (E80.1) Porphyrie cutanée tardive
  - (E80.2) Autres porphyries
    - Coproporphyrie héréditaire

  - (E80.3) Déficience en catalase et en peroxydase
    - Acatalasie (syndrome de Takahara)

  - (E80.4) Syndrome de Gilbert
  - (E80.5) Syndrome de Crigler-Najjar
  - (E80.6) Autres troubles du métabolisme de la bilirubine
    - Syndrome de Dubin-Johnson
    - Syndrome de Rotor

  - (E80.7) Troubles non précisés du métabolisme de la bilirubine

- (E83) Troubles du métabolisme des minéraux
  - (E83.0) Troubles du métabolisme du cuivre
    - Maladie de Menkès
    - Maladie de Wilson

  - (E83.1) Troubles du métabolisme du fer
    - Hémochromatose

  - (E83.2) Troubles du métabolisme du zinc
    - Acrodermatitis enteropathica

  - (E83.3) Troubles du métabolisme du phosphore
    - Hypophosphatasie
    - Hypophosphatémie familiale
    - Ostéomalacie résistante à la vitamine D
    - Rachitisme résistant à la vitamine D

  - (E83.4) Troubles du métabolisme du magnésium
    - Hypermagnésiémie
    - Hypomagnésiémie

  - (E83.5) Troubles du métabolisme du calcium
    - Hypercalcémie hypocalciurique familiale
    - Hypercalciurie idiopathique

  - (E83.8) Autres anomalies du métabolisme des minéraux
  - (E83.9) Anomalie du métabolisme des minéraux, sans précision

- (E84) Fibrose kystique
  - Mucoviscidose
  - (E84.0) Fibrose kystique avec manifestations pulmonaires
  - (E84.1) Fibrose kystique avec manifestations intestinales
  - (E84.8) Fibrose kystique avec autres manifestations
  - (E84.9) Fibrose kystique, sans précision

- (E85) Amyloïdose (à l'exclusion de la maladie d'Alzheimer (G30.-))
  - (E85.0) Amylose hérédofamiliale non neuropathique
  - (E85.1) Amylose hérédofamiliale neuropathique
  - (E85.2) Amylose hérédofamiliale, sans précision
  - (E85.3) Amylose généralisée secondaire
  - (E85.4) Amylose limitée à un ou plusieurs organes
  - (E85.8) Autres amyloses
  - (E85.9) Amylose, sans précision

- (E86) Hypovolémie

- (E87) Autres déséquilibres hydro-électrolytiques et acido-basiques
  - (E87.0) Hyperosmolarité et hypernatrémie
  - (E87.1) Hypo-osmolarité et hyponatrémie
  - (E87.2) Acidose
  - (E87.3) Alcalose
  - (E87.4) Anomalie mixte de l'équilibre acido-basique
  - (E87.5) Hyperkaliémie
  - (E87.6) Hypokaliémie
  - (E87.7) Surcharge liquidienne
  - (E87.8) Autres déséquilibres hydro-électrolytiques, non classés ailleurs

- (E88) Autres anomalies métaboliques 
  - (E88.0) Anomalies du métabolisme des protéines plasmatiques, non classés ailleurs
  - (E88.1) Lipodystrophie, non classée ailleurs
  - (E88.2) Lipomatose, non classée ailleurs
  - (E88.8) Autres anomalies métaboliques précisées
  - (E88.9) Anomalie métabolique, sans précision

- (E89) Anomalies endocriniennes et métaboliques après un acte à visée diagnostique et thérapeutique, non classées ailleurs 
  - (E89.0) Hypothyroïdie après un acte à visée diagnostique et thérapeutique
  - (E89.1) Hypoinsulinémie après un acte à visée diagnostique et thérapeutique
  - (E89.2) Hypoparathyroïdie après un acte à visée diagnostique et thérapeutique
  - (E89.3) Hypopituitarisme après un acte à visée diagnostique et thérapeutique
  - (E89.4) Insuffisance ovarienne après un acte à visée diagnostique et thérapeutique
  - (E89.5) Hypofonctionnement testiculaire après un acte à visée diagnostique et thérapeutique
  - (E89.6) Hypofonctionnement corticosurrénal (de la médullaire) après un acte à visée diagnostique et thérapeutique
  - (E89.8) Autres anomalies endocriniennes et métaboliques après un acte à visée diagnostique et thérapeutique
  - (E89.9) Anomalie endocrinienne et métabolique après un acte à visée diagnostique et thérapeutique, sans précision

- (E90*) Anomalies nutritionnelles et métaboliques au cours de maladies classées ailleurs